# Severstal Aircompany
Severstal Aircompany (Russisch: Северсталь авиакомпания) is een Russische luchtvaartmaatschappij met thuisbasis in Tsjerepovets.
Vanuit de thuisbasis onderhoudt de maatschappij passagiers- vracht- en charterdiensten binnen Rusland. Severstal Aircompany is oorspronkelijk opgericht voor het vervoer van personeel van de Severstal Metallurgische werken in Cherepovets.

## Geschiedenis
Severstal Aircompany is opgericht in 1995 als een luchtvaartmaatschappij voor het vervoer van hoger personeel van de Severstal Metallurgische bedrijven. Vanaf 1998 worden ook lijndiensten aangeboden voor gewone passagiers.

### Diensten
Severstal Aircompany voert lijnvluchten uit naar: (juli 2007)
- Binnenland:
  - Tsjerepovets, Moskou, Petrozavodsk en Sint-Petersburg
- Buitenland:
  - Helsinki

### Vloot
De vloot van Severstal Aircompany bestaat uit: (juli 2013)
- 3 Yakovlev Yak-40 RA-88296, RA-88188, RA-87224
- 1 Bombardier Challenger 604 RA-67222
- 1 Bombardier Challenger 300 RA-67223
- 4 Bombardier CRJ-200 RA-67229 RA-67230 RA-67231 RA-67234
- 1 Antonov An-2